# Кацвайлер
Кацвайлер (нім. Katzweiler) — громада в Німеччині, розташована в землі Рейнланд-Пфальц. Входить до складу району Кайзерслаутерн. Складова частина об'єднання громад Оттербах-Оттерберг.
Площа — 9,42 км2. Населення становить 1919 ос. (станом на 31 грудня 2020).

## Галерея

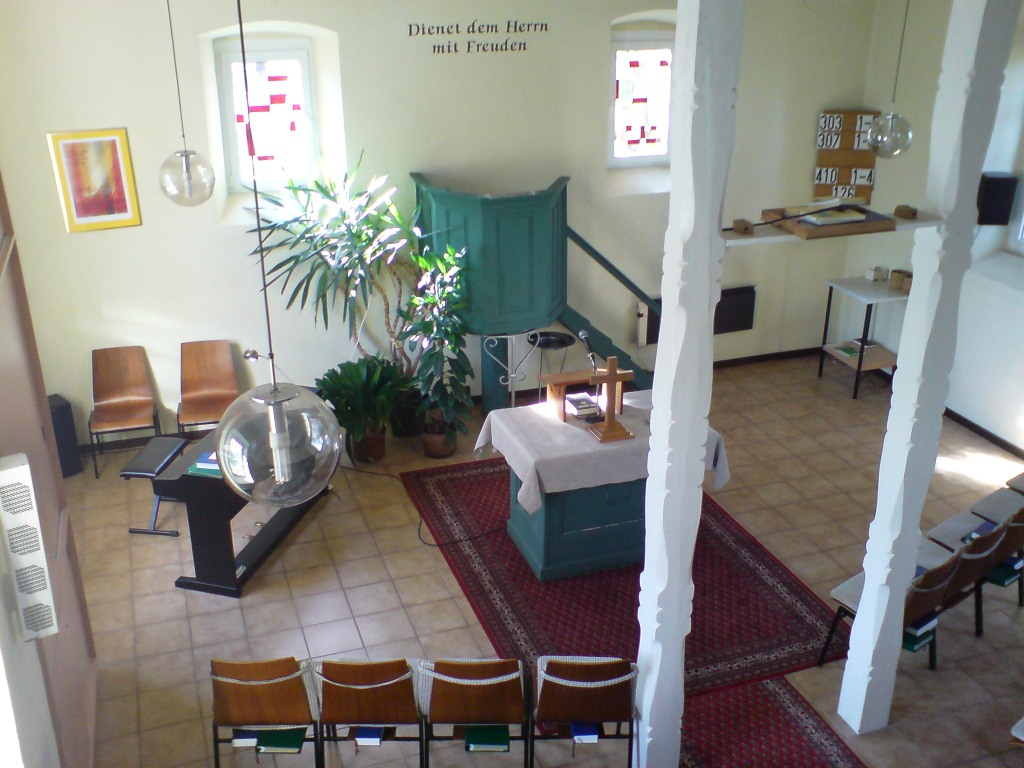
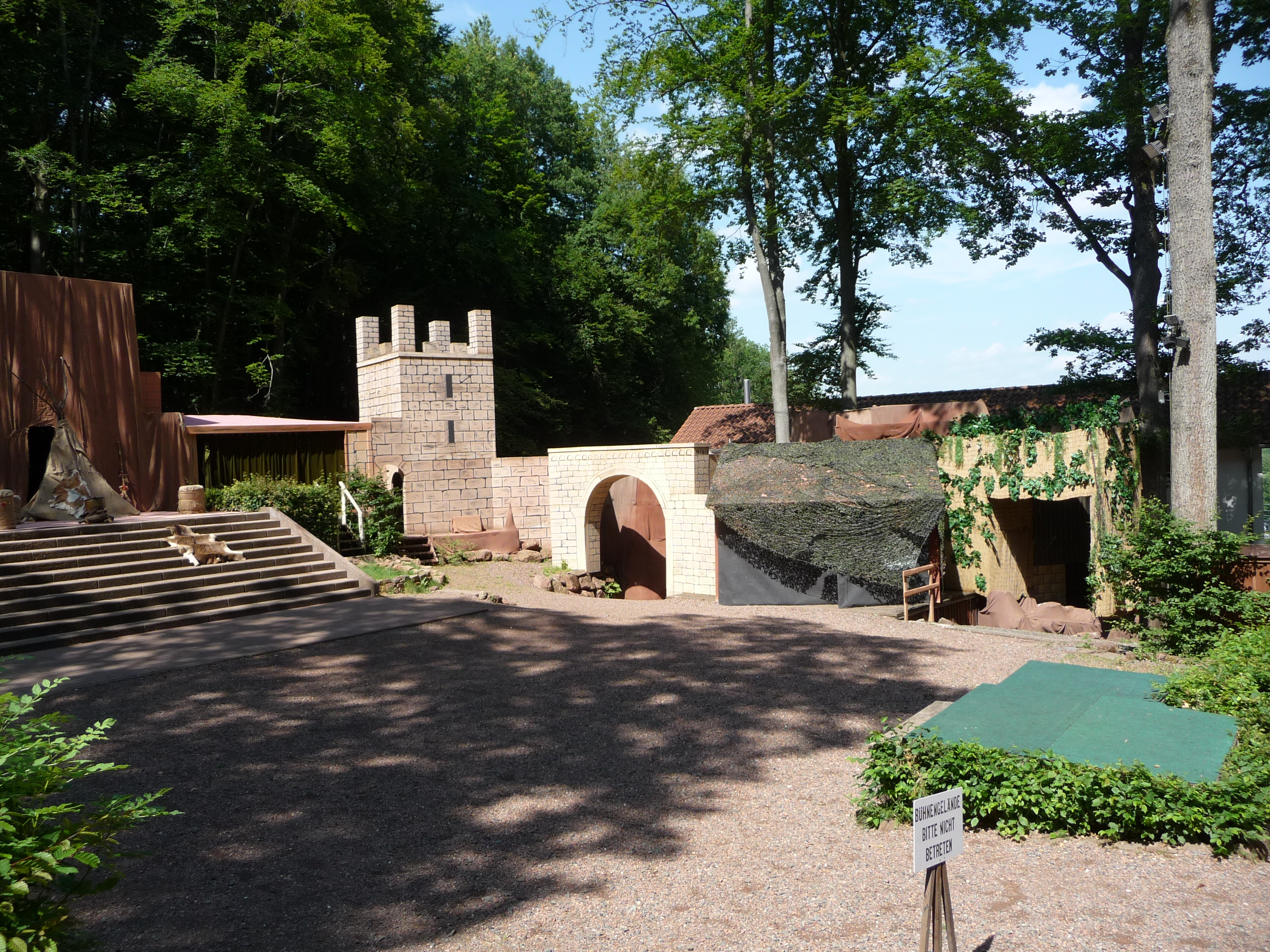
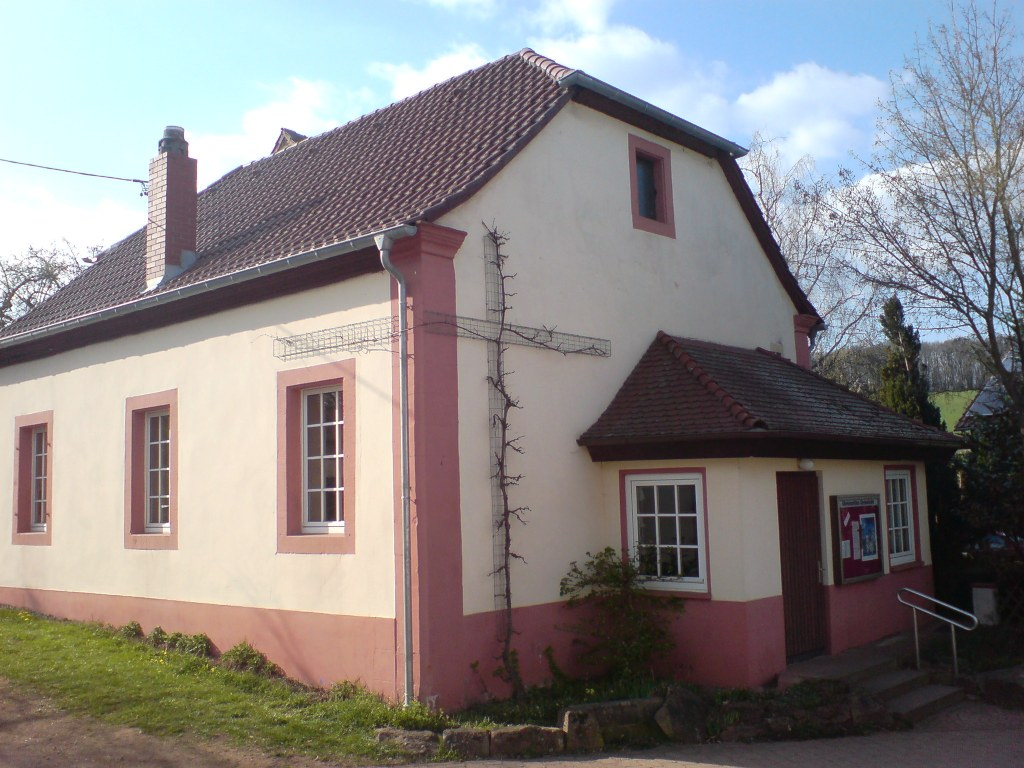